# Electronic Arts
Electronic Arts (EA) é uma editora e publicadora de jogos eletrônicos sediada em Redwood City, Califórnia. Fundada em maio de 1982 por Trip Hawkins, ex-funcionário da Apple, a empresa é pioneira na indústria de jogos para computador, consoles e celular. Atualmente, a EA desenvolve e publica jogos de franquias conhecidas como Battlefield, Star Wars, Need for Speed, Mass Efect, Crysis, Medal of Honor e The Sims. Pela EA Sports, publica títulos como FIFA, Madden NFL, NBA Live, UFC entre outros. Os títulos são disponibilizados para PC por meio da plataforma Origin, competidora direta da Epic Games e Steam. A EA também opera diversas subsidiárias ao redor do mundo, em Orlando (EA Tiburon), Bucareste (EA Romênia), Los Angeles (Respawn Entertainment), Burnaby (EA Vancouver) e Estocolmo (DICE).

## História

### 1982–1991: Fundação e sucesso inicial
Trip Hawkins era funcionário da Apple desde 1978, numa época em que a empresa tinha apenas cinquenta funcionários. Nos quatro anos seguintes, o mercado de computadores pessoais disparou. Em 1982, a Apple completou sua oferta pública inicial (IPO) e se tornou uma empresa da Fortune 500, com mais de mil funcionários.
Em fevereiro de 1982, Trip Hawkins marcou um encontro com Don Valentine, da Sequoia Capital, para discutir o financiamento de seu novo empreendimento, "Amazin' Software". Valentine encorajou Hawkins a deixar a Apple, onde Hawkins atuou como Diretor de Marketing de Produto, e permitiu que Hawkins usasse o espaço disponível no escritório da Sequoia Capital para iniciar a empresa. Em 27 de maio de 1982, Trip Hawkins incorporou e estabeleceu a empresa com um investimento pessoal estimado em US$ 200.000.
Por mais de sete meses, Hawkins refinou o plano de negócios da Electronic Arts. Com a ajuda de seu primeiro funcionário (com quem trabalhou em marketing na Apple), Rich Melmon, o plano original foi escrito, principalmente por Hawkins, em um Apple II no escritório da Sequoia Capital em agosto de 1982. Durante esse tempo, Hawkins também empregou dois de sua antiga equipe da Apple, Dave Evans e Pat Marriott, como produtores, e um colega de MBA de Stanford, Jeff Burton, da Atari, para desenvolvimento de negócios internacionais. O plano de negócios foi novamente refinado em setembro e reeditado em 8 de outubro de 1982. Em novembro, o número de funcionários aumentou para onze, incluindo Tim Mott, Bing Gordon, David Maynard e Steve Hayes.
Quando incorporou a empresa, Hawkins originalmente escolheu Amazin' Software como o nome da empresa, mas seus funcionários não gostaram e sugeriram o nome Electronic Arts, com ele sendo implantado em novembro de 1982. Hawkins desenvolveu a ideia de tratar o software como uma forma de arte e chamar os desenvolvedores de "artistas de software". Assim, a última versão do plano de negócios sugeriu o nome "SoftArt". No entanto, Hawkins e Melmon conheciam os fundadores da Software Arts, os criadores do VisiCalc, e acharam que sua permissão deveria ser obtida. Dan Bricklin não queria que o nome fosse usado porque soava muito semelhante (talvez "confusamente semelhante") a Software Arts. Contudo, o conceito do nome foi apreciado por todos os participantes. Hawkins também havia lido recentemente um livro best-seller sobre o estúdio de cinema United Artists e gostou da reputação que a empresa havia criado. Hawkins disse que todos os funcionários tinham direito a voto, mas o perderiam se fossem dormir.

Logotipo original da Electronic Arts, projetado por Barry Deutsch, 1982–1999

Hawkins gostou da palavra "electronic" e vários funcionários consideraram as frases "Electronic Artists" e "Electronic Arts". Quando Gordon e outros funcionários pressionaram por "Electronic Artists", em homenagem à produtora de filmes United Artists, Steve Hayes se opôs, dizendo: "Não somos os artistas, eles [os desenvolvedores] que são ..." Esta declaração de Hayes imediatamente influenciou um sentimento em relação à Electronic Arts e o nome foi endossado por unanimidade e adotado mais tarde em 1982. Hawkins recrutou mais colegas da Apple, Atari, Xerox PARC e VisiCorp e conseguiu com que Steve Wozniak concordasse em fazer parte do conselho de administração. Hawkins estava determinado a vender os jogos diretamente aos compradores. Combinado com o fato de Hawkins ser pioneiro na área, o crescimento das vendas tornou-se mais desafiador. Os varejistas queriam comprar marcas conhecidas de parceiros de distribuição existentes. O ex-CEO Larry Probst chegou como vice-presidente de vendas no final de 1984 e ajudou a expandir a já bem-sucedida empresa. A política de lidar diretamente com os varejistas deu à EA margens mais altas e melhor conhecimento do mercado, vantagens importantes que a empresa aproveitou para ultrapassar seus primeiros concorrentes.
Promover seus desenvolvedores era uma marca registrada dos primeiros dias da EA. Os jogos foram vendidos em embalagens quadradas modeladas a partir das capas dos álbuns (como as de M.U.L.E. e Pinball Construction Set de 1983). Hawkins pensou que a embalagem economizaria custos e transmitiria um sentimento artístico. A EA rotineiramente se referia a seus desenvolvedores como "artistas" e dava a eles créditos de fotos em seus jogos e anúncios de página inteira em revistas. Seu primeiro anúncio, acompanhado pelo slogan "Nós vemos mais longe", foi o primeiro anúncio de videogame a apresentar designers de software. A EA dividiu grandes lucros com seus desenvolvedores, o que aumentou seu apelo na indústria.

O Amiga irá revolucionar a indústria de computadores domésticos. É a primeira máquina doméstica que tem tudo o que você deseja e precisa para todos os principais usos de um computador doméstico, incluindo entretenimento, educação e produtividade. O software que estamos desenvolvendo para o Amiga vai te surpreender. Acreditamos que o Amiga, com seu poder, som e gráficos incomparáveis, dará à Electronic Arts e a toda a indústria um futuro brilhante.

–Trip Hawkins, Comercial do Amiga, 1985:6
Em meados da década de 1980, a Electronic Arts comercializou agressivamente produtos para o Amiga, um computador doméstico lançado em 1985. A Commodore forneceu à EA ferramentas de desenvolvimento e protótipos de máquinas antes do lançamento do Amiga.:56 Para o Amiga, a EA publicou alguns títulos notáveis. O programa de desenho Deluxe Paint (1985) e suas versões subsequentes tornaram-se talvez o software mais famoso disponível para a plataforma Amiga. Além disso, Jerry Morrison, da EA, concebeu a ideia de um formato de arquivo que pudesse armazenar imagens, animações, sons e documentos simultaneamente e fosse compatível com software de terceiros. Ele escreveu e lançou para o público o Interchange File Format, que logo se tornou um padrão do Amiga. Outros programas para o Amiga lançados pela EA incluem Deluxe Music Construction Set, Instant Music e Deluxe Paint Animation. Alguns deles, principalmente o Deluxe Paint, foram portados para outras plataformas. Para Macintosh, a EA lançou uma ferramenta de animação em preto e branco chamada Studio/1, e uma série de títulos Paint chamados Studio/8 e Studio/32 (1990).
As relações entre a Electronic Arts e seus desenvolvedores externos muitas vezes se tornavam difíceis quando os últimos perdiam prazos ou divergiam das direções criativas dos primeiros. Em 1987, a EA lançou Skate or Die!, seu primeiro jogo desenvolvido internamente. A EA continuou publicando os jogos de seus desenvolvedores externos enquanto experimentava sua estratégia de desenvolvimento interno. Isso levou à decisão da EA de comprar uma série de empresas que eles identificam como bem-sucedidas, bem como à decisão de lançar franquias anualizadas para cortar custos orçamentários. Por causa da obsessão de Trip Hawkins em simular um jogo de esportes, ele assinou um contrato com o técnico de futebol americano John Madden, que levou a EA a desenvolver e lançar a franquia Madden NFL.:8:10
Em 1988, a EA publicou um simulador de voo exclusivo para o Amiga, o F/A-18 Interceptor, com gráficos de polígonos preenchidos avançados para a época. Outro lançamento significativo do Amiga (também disponível inicialmente para Atari ST, posteriormente convertido para outras plataformas) foi Populous (1989), desenvolvido pela Bullfrog Productions. Foi um título pioneiro no gênero que mais tarde foi chamado de "jogos divinos".:282 Em 1990, a Electronic Arts começou a produzir jogos de console para o Nintendo Entertainment System, depois de licenciar seus jogos de computador para outros editores de jogos de console.

### 1991–2007: Expansão contínua e sucesso no novo milênio
Em 1991, Trip Hawkins deixou o cargo de diretor executivo da EA e foi sucedido por Larry Probst.:186 Hawkins fundou a agora extinta 3DO Company, mas ainda permaneceu como presidente da EA até julho de 1994. Em outubro de 1993, a 3DO desenvolveu o 3DO Interactive Multiplayer, que na época era o console de jogos mais poderoso. Outrora crítico de consoles de jogos, Hawkins havia concebido um console que, ao contrário de seus concorrentes, não exigiria uma licença própria para ser comercializado e tinha como objetivo atrair o mercado de computadores. A Electronic Arts foi a principal parceira da The 3DO Company no patrocínio de seu console, apresentando nele seus jogos mais recentes. Com preço de varejo de US$ 700 ante os US$ 100 de seus concorrentes, o console ficou atrás nas vendas, e com a chegada em 1995 à América do Norte do PlayStation da Sony, uma alternativa mais barata e poderosa, o 3DO ficou ainda mais para trás e perdeu a concorrência. A Electronic Arts abandonou seu suporte para o 3DO em favor do PlayStation. A produção do 3DO cessou em 1996 e a empresa, pelo restante de sua vida, desenvolveu jogos eletrônicos para outros consoles e o IBM PC até fechar em 2003.:79:283:646

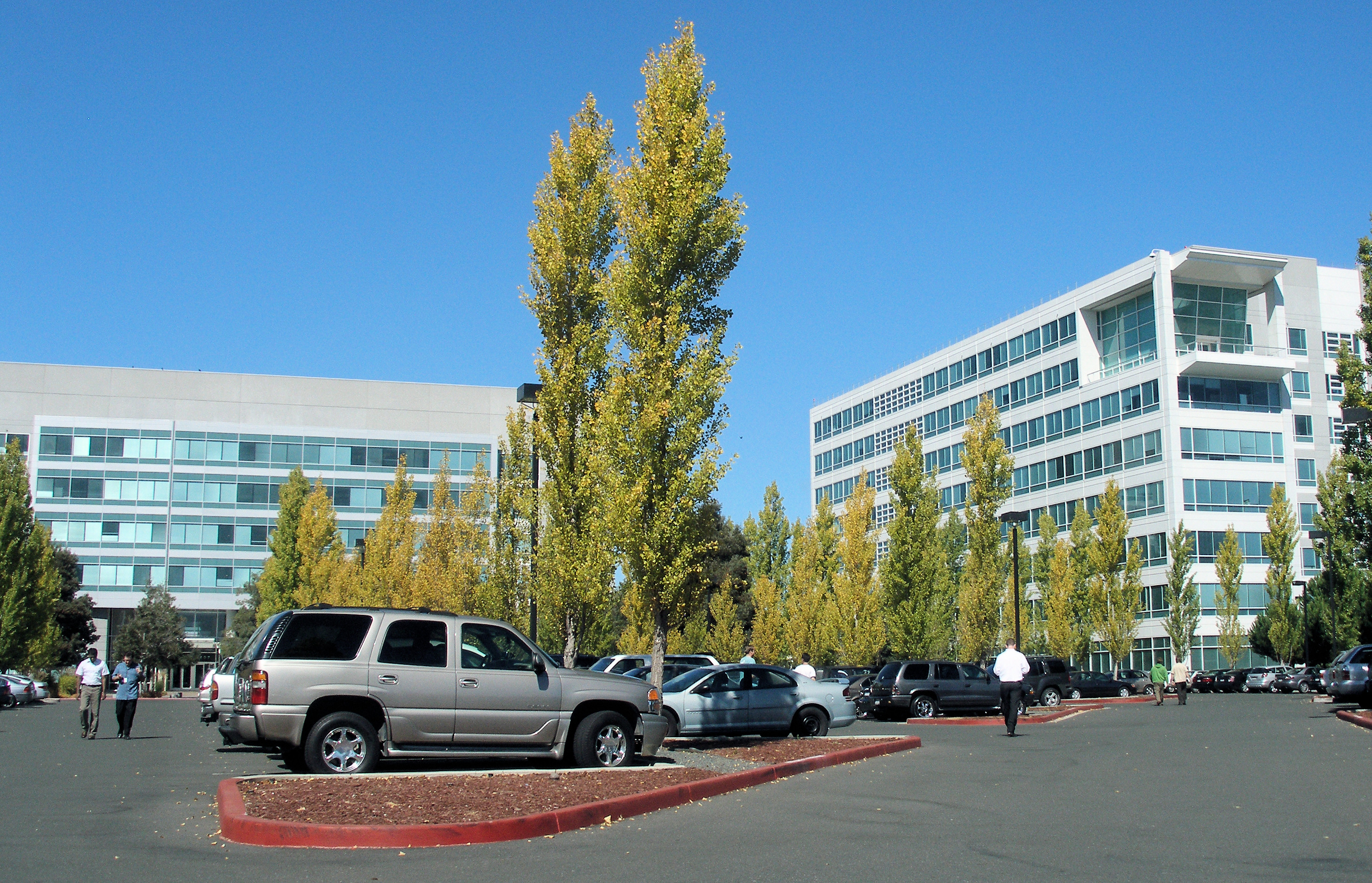
Sede da Electronic Arts em 2007

Em 1995, a Electronic Arts ganhou o prêmio European Computer Trade Show de melhor editora de software do ano. Como a empresa ainda estava em expansão, optou-se comprar um espaço em Redwood Shores, Califórnia, em 1995, para a construção de uma nova sede, que foi concluída em 1998. No início de 1997, a Next Generation identificou a Electronic Arts como a única empresa a lucrar regularmente com jogos eletrônicos nos últimos cinco anos e observou que ela tinha "um histórico crítico incomparável".
Em 1999, a EA substituiu seu antigo logotipo por um novo modelo. A empresa também começou a usar uma estrutura específica de marca, com o principal lado editorial da empresa renomeada para EA Games. A marca EA Sports foi mantida para os principais títulos esportivos, e a nova marca EA Sports Big seria usada para títulos esportivos casuais com um toque de arcade. O nome completo da Electronic Arts seria usado apenas para títulos publicados e distribuídos por ela mesma.
A EA começou a se mover em direção à distribuição direta de jogos e serviços digitais com a aquisição do popular site de jogos on-line Pogo.com em 2001. Em 2009, a EA adquiriu a Playfish, startup de jogos para redes sociais com sede em Londres.
Em 2004, a EA fez uma doação multimilionária para financiar o desenvolvimento de jogos na Universidade do Sul da Califórnia. Em 1.º de fevereiro de 2006, a Electronic Arts anunciou que reduziria sua equipe mundial em 5%. Em 20 de junho de 2006, a EA comprou a Mythic Entertainment, que acabara de publicar o jogo Warhammer Online.
Depois que o ESPN NFL 2K5 da Sega conquistou um certo sucesso e incomodou a série Madden NFL durante a temporada de férias de 2004, a EA respondeu fazendo vários grandes acordos de licenciamento esportivo que incluíram um acordo exclusivo com a NFL e, em janeiro de 2005, um acordo de 15 anos com a ESPN. O acordo com a ESPN deu à EA os primeiros direitos exclusivos para todo o conteúdo da ESPN para jogos de simulação de esportes. Em 11 de abril de 2005, a EA anunciou um acordo de licenciamento semelhante de 6 anos com a Collegiate Licensing Company (CLC) para direitos exclusivos de conteúdo de futebol americano universitário.
Grande parte do sucesso da EA, tanto em termos de vendas quanto em relação à avaliação do mercado de ações, deve-se à sua estratégia de desenvolvimento independente de plataforma e à criação de fortes franquias plurianuais. A EA foi a primeira editora a lançar atualizações anuais de suas franquias esportivas — Madden, FIFA, NHL, NBA Live, etc. — com listas de jogadores atualizadas e pequenos ajustes gráficos e de jogabilidade.[38] Reconhecendo o risco de cansaço entre os consumidores, a empresa anunciou em 2006 que concentraria mais esforços na criação de uma nova ideia para substituir o modelo utilizado anualmente.
Em setembro de 2006, a Nokia e a EA anunciaram uma parceria na qual a EA se torna a principal fornecedora de jogos móveis para dispositivos móveis Nokia por meio do Nokia Content Discoverer. No início, os clientes da Nokia podiam baixar sete títulos da EA (Tetris, Tetris Mania, The Sims 2, Doom, FIFA 06, Tiger Woods PGA Tour 06 e FIFA Street 2) na temporada de férias de 2006. Rick Simonson é executivo e diretor da Nokia e desde 2006 é afiliado a John Riccitiello, do qual é sócio.

### 2007–2013: Era John Riccitiello
Em fevereiro de 2007, Probst deixou o cargo de diretor executivo, permanecendo no conselho de administração. Seu sucessor escolhido foi John Riccitiello, que já trabalhava na EA por vários anos, saiu por um tempo e depois voltou. Riccitiello trabalhou anteriormente para a Elevation Partners, Sara Lee e PepsiCo. Em junho de 2007, o novo CEO anunciou que a EA se reorganizaria em quatro selos, cada um com responsabilidade pelo desenvolvimento e publicação de seu próprio produto (o modelo cidade-estado). O objetivo da reorganização era capacitar as editoras para operar de forma mais autônoma, agilizar a tomada de decisões, aumentar a criatividade e a qualidade e colocar os jogos no mercado mais rapidamente. Essa reorganização ocorreu após anos de consolidação e aquisição pela EA de estúdios menores, que alguns na indústria culparam por uma diminuição na qualidade dos títulos da EA. Em 2008, no evento DICE Summit, Riccitiello chamou a abordagem anterior de "comprar e assimilar" um erro, muitas vezes despojando estúdios menores de seu talento criativo. Riccitiello disse que o modelo de cidade-estado permite que desenvolvedores independentes permaneçam autônomos em grande medida, e citou a Maxis e a BioWare como exemplos de estúdios prosperando sob a nova estrutura.
Além disso, em 2007, a EA anunciou que traria alguns de seus principais títulos para o Mac. A EA lançou Battlefield 2142, Command & Conquer 3: Tiberium Wars, Crysis, Harry Potter e a Ordem da Fênix, Madden NFL 08, Need for Speed: Carbon e Spore para Mac. Todos os novos jogos foram desenvolvidos para o Macintosh usando Cider, uma tecnologia desenvolvida pela TransGaming que permite que Macs baseados em Intel executem jogos do Windows dentro de uma camada de tradução em execução no Mac OS X. Eles não podem ser reproduzidos em Macs baseados em PowerPC.
Em fevereiro de 2008, foi revelado que a Electronic Arts havia feito uma oferta de aquisição pela rival Take-Two Interactive. Após uma oferta inicial de US$ 25 por ação, rejeitada pelo conselho da Take-Two, a EA revisou para US$ 26 por ação, 64% acima do preço de fechamento do dia anterior, e divulgou a oferta ao público. Rumores circulavam pela internet antes da oferta sobre a possibilidade da Take-Two ser comprada por uma empresa maior, com a Viacom sendo uma potencial licitante. Em maio de 2008, a EA anunciou que compraria os ativos da Hands-On Mobile Korea, uma desenvolvedora e editora de jogos para celular sul-coreana. A empresa se tornará a EA Mobile Korea. Em setembro de 2008, a EA abandonou sua oferta de compra da Take-Two. Nenhuma razão foi dada.
Em 6 de novembro de 2008, foi confirmado que a Electronic Arts estava fechando sua área casual e fundindo-a com sua parceira Hasbro. A EA também confirmou a saída de Kathy Vrabeck, que assumiu o cargo de presidente da EA Casual Division em maio de 2007. Esta declaração veio uma semana depois que a EA anunciou que estava demitindo 6% de cerca de 600 funcionários e que teve um prejuízo líquido de US$ 310 milhões no trimestre.
Devido à crise financeira de 2008, a Electronic Arts teve uma temporada de férias de 2008 pior do que o esperado, levando-a em fevereiro de 2009 a cortar aproximadamente 1.100 empregos, que, segundo ela, representavam cerca de 11% de sua força de trabalho. A empresa também fechou 12 de suas instalações. Riccitiello, em teleconferência com repórteres, afirmou que o fraco desempenho no quarto trimestre não se deveu inteiramente à economia ruim, mas também ao fato de não terem lançado nenhum título de grande sucesso. No trimestre encerrado em 31 de dezembro de 2008, a empresa perdeu US$ 641 milhões. Em 2 de fevereiro de 2009, a Ludlum Entertainment assinou um contrato com a Electronic Arts para conceder direitos exclusivos para trazer o trabalho de Robert Ludlum aos videogames. No início de maio de 2009, o estúdio EA Redwood Shores mudou seu nome para Visceral Games.
Em 9 de novembro de 2009, a EA anunciou que demitiria 1.500 funcionários, o que representava 17% de sua força de trabalho, em vários estúdios, incluindo EA Tiburon, Visceral Games, Mythic e EA Black Box. Também foram afetados "projetos e atividades de suporte" que, de acordo com o diretor financeiro Eric Brown "não fazem sentido econômico", resultando no fechamento de comunidades populares como Battlefield News e EA Community Team. Essas demissões também levaram ao fechamento completo da Pandemic Studios.
Em outubro de 2010, a EA anunciou a aquisição da Chillingo, editora de jogos para iPhone e iPad com sede na Inglaterra, por US$ 20 milhões em dinheiro. A Chillingo publicou o popular Angry Birds para iOS e Cut the Rope para todas as plataformas, mas o acordo não incluía essas propriedades, então Cut the Rope foi publicado pela ZeptoLab e Angry Birds foi publicado pela Rovio Entertainment.
Em 4 de maio de 2011, a EA declarou US$ 3,8 bilhões em receita para o ano fiscal encerrado em março de 2011 e, em 13 de janeiro de 2012, anunciou que ultrapassou US$ 1 bilhão em receita de produtos digitais no ano anterior. Em nota aos funcionários, o diretor executivo, John Riccitiello, chamou o fato de "um marco incrivelmente importante" para a empresa.
Em junho de 2011, a EA lançou a Origin, uma plataforma de distribuição digital que permite aos usuários comprar jogos pela internet para PC. No mesmo ano, a Valve, que administra a Steam, rival direta da Origin, removeu vários jogos da EA, incluindo Crysis 2, Dragon Age II, e Alice: Madness Returns em 2012. A EA só voltaria a publicar seus jogos na Steam em 2019.
Em julho de 2011, a EA anunciou que havia adquirido a PopCap Games, a empresa por trás de jogos como Plants vs. Zombies e Bejeweled. A EA continuou sua mudança para produtos digitais em 2012, expandindo a divisão EA Interactive (focada em dispositivos móveis) ao redor da empresa.

### 2013–presente: parceria com a Disney e monetização
Em 18 de março de 2013, John Riccitiello anunciou que deixaria o cargo de CEO e membro do conselho de administração em 30 de março de 2013. Larry Probst foi nomeado presidente executivo no mesmo dia, enquanto Andrew Wilson foi nomeado o novo CEO da EA em setembro de 2013.
Em abril de 2013, a EA anunciou uma reorganização que incluiria a demissão de 10% de sua força de trabalho, a consolidação das funções de marketing que foram distribuídas entre as cinco organizações de gravadoras e a submissão da liderança operacional da Origin ao presidente dos estúdios.
A EA adquiriu a licença exclusiva para desenvolver jogos dentro do universo Star Wars da Disney em maio de 2013. A EA garantiu a licença de 10 anos e começou a atribuir novos projetos de Star Wars em vários de seus estúdios internos, incluindo BioWare, DICE, Visceral Games, Motive Studios, Capital Games e Respawn Entertainment.

O jogo Star Wars Battlefront II foi alvo de polêmicas pelas suas loot boxes

Em abril de 2015, a EA anunciou que encerraria vários jogos free-to-play em julho daquele ano, incluindo Battlefield Heroes, Battlefield Play4Free, Need for Speed: World e FIFA World.
A reorganização e a revisão da estratégia de marketing levaram a um aumento gradual do valor das ações. Em julho de 2015, a Electronic Arts atingiu um recorde histórico, com um valor de ação de US$ 71,63, superando o recorde anterior de fevereiro de 2005 de US$ 68,12. Esse fato também representou um aumento de 54% em relação aos US$ 46,57 no início de janeiro de 2015. O aumento foi parcialmente atribuído à alta expectativa pelo jogo Star Wars Battlefront da EA, lançado um mês antes do filme Star Wars: The Force Awakens.
Durante a E3 2015, o vice-presidente da empresa, Patrick Söderlund, anunciou que a empresa começará a investir mais em títulos menores, como Unravel, para ampliar o portfólio da empresa. Em 10 de dezembro de 2015, a EA anunciou uma nova divisão chamada Competitive Gaming Division, que se concentraria na criação de uma experiência de jogo competitiva e na organização de eventos de e-Sports. Essa divisão foi chefiada por Peter Moore. Em maio de 2016, a Electronic Arts anunciou que havia formado uma nova divisão interna chamada Frostbite Labs. O novo departamento é especializado na criação de novos projetos para plataformas de realidade virtual e "humanos virtuais". O novo departamento está localizado em Estocolmo e Vancouver.
A EA anunciou o fechamento da Visceral Games em outubro de 2017. A Visceral estava trabalhando em um título de Star Wars chamado Project Ragtag, contratando até Amy Hennig para dirigir o projeto. Embora a EA não tenha dado formalmente um motivo para o fechamento, especialistas da indústria acreditam que a EA estava preocupada com o jogo de um jogador, que seria difícil de monetizar, bem como com o ritmo lento de desenvolvimento.
A abordagem original da EA para as microtransações em Star Wars Battlefront II provocou um debate em toda a indústria sobre o uso de loot boxes. Enquanto outros jogos usavam loot boxes, a abordagem original da EA no Battlefront II desde seu lançamento no início de outubro de 2017 incluía o uso de tais mecânicas pay to win, bem como bloquear vários personagens de Star Wars atrás de paywalls caros, levando vários jornalistas e jogadores a reclamar. A EA modificou alguns dos custos desses elementos em antecipação ao lançamento completo do jogo em novembro de 2017, mas eles teriam sido informados pela Disney para desativar todas as microtransações até que pudessem apresentar um esquema de monetização mais justo. Por fim, em março de 2018, a EA desenvolveu um sistema mais justo que eliminou os elementos pay to win e reduziu drasticamente os custos para desbloquear personagens. A controvérsia sobre as caixas de saque do Battlefront II levou a uma queda de 8,5% no valor das ações em um mês - cerca de US$ 3,1 bilhões e impactou os resultados financeiros da EA nos trimestres seguintes. Além disso, a visibilidade dessa controvérsia levou a um debate em níveis governamentais em todo o mundo para determinar se as loot boxes eram uma forma de jogo de azar e se deveriam ser regulamentadas.
Em 14 de agosto de 2018, Patrick Söderlund anunciou sua saída da EA como vice-presidente e diretor de design, após servir por doze anos na empresa. Com a saída de Söderlund, o grupo SEED foi transferido para os estúdios da EA, enquanto as equipes EA Originals e EA Partners foram transferidas para o grupo de crescimento estratégico da empresa.
Em 6 de fevereiro de 2019, o valor das ações da Electronic Arts foi atingido por uma queda de 13,3%, a pior queda desde a crise de 2008. Isso se deveu em grande parte ao marketing de seu título antecipado Battlefield V, que foi lançado após a temporada de férias de outubro de 2018. Os estoques já estavam em queda desde o final de agosto, quando a EA anunciou que o lançamento do Battlefield V seria adiado para novembro. Após o lançamento, o jogo teve uma recepção mista e a EA vendeu um milhão de cópias a menos do que o esperado de 7,3 milhões. Também atribuído à queda das ações foi a falta do modo de jogo Battle Royale, popularizado por PlayerUnknown's Battlegrounds e depois Fortnite. As ações subiram 9,6% com o lançamento surpresa de Apex Legends, que conquistou 25 milhões de jogadores em apenas uma semana, quebrando o recorde do Fortnite de 10 milhões de jogadores em duas semanas. Antes do final do trimestre financeiro encerrado em 31 de março de 2019, Wilson anunciou que estava cortando cerca de 350 empregos, ou cerca de 4% de sua força de trabalho, principalmente nas divisões de marketing, publicação e operações. Wilson afirmou que as demissões eram necessárias para "enfrentar desafios e preparar a empresa para as oportunidades futuras".
A EA anunciou em outubro de 2019 que voltaria a lançar jogos na Steam, começando com o lançamento de Star Wars: Jedi Fallen Order em novembro de 2019, além de trazer o serviço de assinatura EA Access para a plataforma. Embora a EA planeje continuar a vender jogos na Origin, a mudança para adicionar lançamentos na Steam foi para a atrair mais consumidores.
Devido aos bloqueios do COVID-19 e à crescente demanda por jogos on-line, a receita da EA aumentou para US$ 1,4 bilhão no primeiro trimestre de 2020.

Logotipo adotado em 2020

A EA renomeou os serviços EA Access e Origin para EA Play em 18 de agosto de 2020, mas sem alterar o preço da assinatura ou os serviços oferecidos como parte de um esforço de simplificação.
Em dezembro de 2020, a EA fez uma oferta para comprar a Codemasters, uma desenvolvedora britânica de jogos de corrida, em um negócio no valor de US$ 1,2 bilhão, superando uma oferta anterior feita pela Take-Two Interactive. A aquisição, acordada pela Codemasters, foi concluída em 18 de fevereiro de 2021, com todas as ações da Codemasters transferidas para a Codex Games Limited, uma subsidiária da EA. Wilson afirmou que "as franquias em nosso portfólio combinado nos permitirão criar novas experiências inovadoras e trazer mais jogadores para a emoção dos carros e do automobilismo".
Em janeiro de 2021, a Disney anunciou que havia revivido o selo Lucasfilm Games para suas propriedades licenciadas de jogos eletrônicos e anunciou novos jogos, incluindo um novo jogo da franquia Star Wars que seria desenvolvido pela Ubisoft com lançamento previsto para 2023, indicando que a licença exclusiva de dez anos da EA em 2013 para a propriedade Star Wars provavelmente não foi estendida. A EA ainda manteve uma licença não exclusiva para os jogos Star Wars, afirmando que mais títulos virão após este anúncio. Até 2021, os jogos Star Wars da EA venderam mais de 52 milhões de cópias e geraram mais de US$ 3 bilhões em receita.
O Fundo de Investimento Público da Arábia Saudita adquiriu 7,4 milhões de ações da EA, avaliadas em US$ 1,1 bilhão, em fevereiro de 2021.
O ex-CEO e atual presidente, Probst, declarou em maio de 2021 que estava se aposentando da empresa. O atual CEO, Wilson, assumiu como presidente.
Em junho de 2021, a EA confirmou que havia sofrido uma violação de dados, com o código-fonte do jogo e do mecanismo retirado de seus servidores, incluindo a fonte da Frostbite Engine e do FIFA 21, embora garantindo que nenhum dado de jogador ou usuário foi obtido. Os hackers que pegaram o código começaram a vendê-lo na dark web. Os perpetuadores dessa violação começaram a extorquir dinheiro da EA em julho, liberando pequenas porções dos dados em fóruns públicos e ameaçando liberar mais se suas demandas não fossem atendidas.
A EA adquiriu a desenvolvedora de jogos para celular Playdemic Studios em Manchester, Inglaterra, da Warner Bros. Interactive Entertainment em junho de 2021 por US$ 1,4 bilhão, após a fusão da Discovery, Inc. com a WarnerMedia. Espera-se que a aquisição seja concluída até 2022.
Em seus registros na SEC em setembro de 2021, a empresa disse que o atual CFO e COO Blake Jorgensen deixará o cargo em meados de 2022. A função de COO da empresa será assumida pela diretora de estúdios Laura Miele, enquanto uma busca por um novo CFO será iniciada. O executivo de longa data da Microsoft, Chris Suh, foi posteriormente nomeado CFO em março de 2022.
Relatórios da indústria por volta de maio de 2022 afirmavam que a EA estava procurando ser adquirida por grandes empresas de mídia, incluindo Disney, Apple e Comcast-NBCUniversal. A Amazon também foi mencionada como uma possível compradora, embora a CNBC tenha informado no final de agosto que a Amazon não está mais interessada em uma aquisição.

## Estrutura
A EA é chefiada pelo diretor executivo Andrew Wilson. Todos os gerentes gerais do grupo de estúdios da EA respondem a Laura Miele, diretora de operações. Um dos gerentes gerais do grupo é Samantha Ryan, que é gerente geral do grupo para estúdios como BioWare, Motive Studio, Full Circle, Maxis e um estúdio sem nome em Seattle.

### Estúdios e publicadoras
- BioWare em Edmonton, Canadá; adquirida em outubro de 2007.[105]
  - BioWare Austin em Austin, Texas; adquirida em outubro de 2007.[105]
- Codemasters em Southam, Inglaterra; fundada em outubro de 1986, adquirida pela EA em fevereiro de 2021.[106]
  - Codemasters Birmingham em Birmingham, Inglaterra,
  - Codemasters Kuala Lumpur em Kuala Lumpur, Malásia
  - Codemasters India em Pune, Índia
  - Slightly Mad Studios em Londres, Inglaterra; fundado em 2009, adquirido pela Codemasters em novembro de 2019.
- Criterion Games em Guildford, Inglaterra; adquirida em agosto de 2004.[107]
- DICE em Estocolmo, Suécia; adquirida em outubro de 2006.[108]
  - Frostbite Labs em Estocolmo, Suécia e Vancouver, Canadá; fundada em maio de 2016.[109]
- EA Baton Rouge em Baton Rouge, Luisiana; fundada em setembro de 2008.[110]
- EA Chillingo em Macclesfield, Inglaterra; adquirida de outubro de 2010.[111]
- EA Galway em Galway, Irlanda.
- EA Gothenburg em Gotemburgo, Suécia; fundada em março de 2011.[112] De março de 2011 a novembro de 2012, o estúdio foi nomeado EA Gotemburgo. De novembro de 2012 a janeiro de 2020, o estúdio foi batizado de Ghost Games, até que o nome original foi retomado.[113]
- EA Mobile em Los Angeles, Califórnia; fundada em 2004.
  - EA Capital Games em Sacramento, Califórnia; adquirida em 2011.[114] De 2011 a 2014, o estúdio foi nomeado BioWare Sacramento.[115]
  - EA Redwood Studios em Redwood City, Califórnia; fundada em 2016.
  - Firemonkeys Studios em Melbourne, Austrália; adquirida em julho de 2012.
  - Glu Mobile em São Francisco, Califórnia; adquirida em abril de 2021.[116]
    - PlayFirst em Delaware; adquirida pela Glu em setembro de 2014.[117]

  - Playdemic em Manchester, Inglaterra; adquirida em junho de 2021 da WarnerMedia.[118]
  - Slingshot Games em Hyderabad, Índia.
  - Tracktwenty Studios em Helsinque, Finlândia; fundada em 2012.
- EA Sports em Redwood Shores, Califórnia; fundada em 1991.
  - EA Cologne in Colônia, Alemanha
  - EA Madrid em Madrid, Espanha; fundada em outubro de 2018.[119]
  - EA Romania em Bucareste, Romênia; adquirida em 2006.
  - EA Tiburon em Maitland, Flórida; adquirida em abril de 1998.
  - EA Vancouver in Burnaby, Canada; adquirida em 1991.
  - Metalhead Software em Vitória, Colúmbia Britânica; adquirida em maio de 2021.[120]
- Full Circle em Vancouver, Canadá; aberta em 2021.
- Maxis em Redwood City, Califórnia; adquirida em julho de 1997.[121]
  - Maxis Texas em Austin, Texas; aberta em 2019.[122]
  - Maxis Europe em múltiplas localidades na Europa; aberta em 2021.[123]
  - Motive Studios em Montreal, Canadá; fundada em julho de 2015.[124]
  - Motive Studio Vancouver em Burnaby, Canadá; fundado em junho de 2018.[125]
- Pogo Studios em Redwood City, Califórnia; adquirido em março de 2001.[126]
  - Pogo Studios Shanghai em Xangai, China.
- PopCap Games em Seattle, Washington; adquirida em julho de 2011.[127]
  - PopCap Shanghai em Xangai, China; adquirida em julho de 2011.
  - PopCap Hyderabad em Haiderabade, Índia; adquirida em julho de 2011.
- Respawn Entertainment em Sherman Oaks, Califórnia; adquirida em dezembro de 2017.[128]
  - Respawn Vancouver em Vancouver; fundada em 2020.[129]
  - Respawn Wisconsin em Madison, Wiscosin; fundada em 2023.[130]
- Ridgeline Games em Seattle, Washington, liderado por Marcus Lehto, ex-diretor criativo da Bungie; fundada em outubro de 2021.[131]
- Ripple Effect Studio em Los Angeles, Califórnia; fundada em maio de 2013.[132][133][134]
- Spearhead em Seul, Coreia do Sul; fundada em 1998. De 1998 a julho de 2004, era nomeado EA Korea.
- Estúdio sem nome em Seattle, Washington; fundado em maio de 2021.[135]